# Dobrody
Dobrody (biał. Даброды; ros. Доброды) – chutor na Białorusi, w obwodzie witebskim, w rejonie brasławskim, w sielsowiecie Opsa.

## Historia
W czasach zaborów zaścianek w granicach Imperium Rosyjskiego.
W dwudziestoleciu międzywojennym zaścianek leżał w Polsce, w województwie nowogródzkim (od 1926 w województwie wileńskim), w powiecie brasławskim, w gminie Dryświaty.
Powszechny Spis Ludności z 1921 roku nie podał danych dotyczących miejscowości. W 1931 roku zamieszkiwało w 2 domach zamieszkiwało 13 osób.
Miejscowość podlegała pod Sąd Grodzki w Opsie i Okręgowy w Wilnie; właściwy urząd pocztowy mieścił się w Mieżanach.